# 32381 Bellomo
32381 Bellomo este o planetă minoră (asteroid), cu un diametru de 7,101 km, din centura de asteroizi. A fost descoperită pe 26 august 2000 la Experimental Test Site⁠(d) de Lincoln Near-Earth Asteroid Research. 
Obiectul prezintă o orbită caracterizată de o semiaxă mare de 2,8146311 UAi, o excentricitate de 0,04, o înclinație de 7,3714 ° în raport cu ecliptica.